# إبراهيم بن عمر السقاف
إبراهيم بن عمر السقاف (1316 - 1395 هـ) تاجر ودبلوماسي وعضو في المجلس التأسيسي برابطة العالم الإسلامي بمكة. عرف بكثرة تبرعاته وجهاده وعطفه على الحركات والجمعيات الإسلامية. كان محبا للإصلاح وخدمة المجتمع، كثير الاهتمام بأمور المسلمين وشؤون العلويين. وكان رئيس جمعية الدعوة الإسلامية بسنغافورة إضافة إلى عدد كبير من الجمعيات التي دعته للاشتراك في إدارتها. تولى أعمال قنصلية المملكة العربية السعودية في سنغافورة بعد توليه عددا من قنصليات دول أخرى. وأهدت له مملكة ماليزيا لقب "داتو [الإنجليزية]" تقديرا له.

## نسبه
إبراهيم بن عمر بن محمد بن عمر بن محمد بن عبد الله بن محمد بن عمر بن طه بن عمر بن طه بن عمر الصافي بن عبد الرحمن المعلم بن محمد بن علي بن عبد الرحمن السقاف بن محمد مولى الدويلة بن علي بن علوي الغيور بن الفقيه المقدم محمد بن علي بن محمد صاحب مرباط بن علي خالع قسم بن علوي بن محمد بن علوي بن عبيد الله بن أحمد المهاجر بن عيسى بن محمد النقيب بن علي العريضي بن جعفر الصادق بن محمد الباقر بن علي زين العابدين بن الحسين السبط بن علي بن أبي طالب، وعلي زوج فاطمة بنت محمد ﷺ.
فهو الحفيد 35 لرسول الله محمد ﷺ في سلسلة نسبه.

## مولده ونشأته
ولد بمكة سنة 1316 هـ/ 1899 م، وتلقى تعليمه الأولي بها. والده من مواليد سنغافورة ولكنه انتقل إلى الحجاز لتمثيل شركة السقاف وشركاؤه التي كان يديرها خاله محمد بن أحمد السقاف، ثم عاد إلى سنغافورة بعد وفاة خاله سنة 1324 هـ/ 1906 م.

## مناصبه
ولكون إبراهيم السقاف سليل أسرة أرستقراطية غنية فقد عينه الشريف حسين عضوا في المجلس التشريعي بمملكة الحجاز سنة 1923 م. كما أنه حضر بداية العهد السعودي وعينه الملك عبد العزيز آل سعود عضوا في مجلس الشورى سنة 1926 م. إلا أن ظروف أسرة السقاف التجارية اضطرت إبراهيم إلى ترك مكة والانتقال إلى سنغافورة بعد وفاة أخيه الأكبر محمد سنة 1932 م لتولي إدارة شركة السقاف الضخمة التي أسسها والده والتي تمتلك الأراضي الواسعة والعقارات المتعددة بسنغافورة إضافة إلى الإشراف على تنظيم قدوم حجاج الشرق الأقصى على البواخر التي تمتلكها الشركة.
وتقلد عددا من المناصب الاجتماعية والحكومية في سنغافورة منها:
- رئيس جمعية الدعوة الإسلامية لبلاد الملايو سنة 1933 م مع مؤسسها عبد العليم صديق.[5]
- قاضي الصلح سنة 1936 م.
- مستشار مفتي الملايو علوي بن طاهر الحداد.[6]
- رئيس المجلس الاستشاري الإسلامي والذي يعرف حاليا باسم المجلس الديني الإسلامي بسنغافورة [الإنجليزية].[7]
- تولى منصب المفوض البلدي لسنغافورة وبعد ذلك عضوا في مجلس المدينة.
- اختير عن مسلمي سنغافورة عضوا للمجلس التأسيسي لرابطة العالم الإسلامي بمكة لما له من نشاط ومكانة في المجتمع السنغافوري.[8]
- عينه الحاكم البريطاني لمستعمرة سنغافورة عضوا في مجلس الشؤون الداخلية للمستعمرة سنة 1946 م.
- عينته المملكة العراقية قنصلا فخريا لها بسنغافورة وعموم الملايو سنة 1950 م.
- عينه رئيس تونس الحبيب بورقيبة قنصلا فخريا لتونس وأنعم عليه سنة 1960 م بأعلى الأوسمة للجمهورية التونسية.
- عين قنصلا فخريا لتركيا سنة 1963 م.
- عين كقنصل عام للمملكة العربية السعودية سنة 1964 م.[9]

## أعماله
اهتم كثيرا بقضايا المسلمين، ففاوض من أجل ذلك الحكام، واتصل برئيس جمهورية الفلبين بشأن قضية المسلمين في الجنوب، وذلك عندما أوفدته رابطة العالم الإسلامي بمكة. ولقد كانت جهود السقاف كبيرة ركز فيها على دعم المدارس والكتاتيب حيث كان التركيز من السلطات على إضعاف التعليم الديني، وبقيت بعض المساجد التي كانت أكثر من خمسين مسجدا وقرب كل مدرسة دينية مسجد؛ لآل السقاف، ولآل الحداد، ولآل الكاف، ولآل الجنيد وغيرهم. كما كلفته الأمانة العامة لرابطة العالم الإسلامي بدراسة أحوال المسلمين في بورما مع إنعام الله خان الأمين العام لمؤتمر العالم الإسلامي ومحمد ناصر زعيم حزب ماشومي الإندونيسي لمحاولة التعرف على أحوال مسلمي بورما.
وقد قدَّم إبراهيم السقاف كثيرا من التبرعات لبناء الكليات والمدارس والمساجد بسنغافورة والجمعيات الخيرية المختلفة. فقد تبرع لبناء المركز الإسلامي لكل الملايو مرتين؛ مرة عند بنائه الأول ثم لإعادة بنائه بعد تدميره أثناء الغزو الياباني لسنغافورة. وفي ذكرى عيد ميلاده سنة 1960 م تبرع بثلاثة منازل لصندوق المنح الدارسية للطلاب المسلمين. ومن تبرعاته أيضا هدايا ثمينة للملك فؤاد ملك مصر تقديرا لعطفه على مسلمي الملايو ومساعدته لهم، قدم تلك الهدايا باسم المسلمين، وقدم هدية ثمينة أخرى لملك مصر تقديرا لعطفه بقبول عدد من الطلاب العلويين من إندونيسيا للدراسة في مصر، قدمها باسم العلويين.
وله كثير من الأصدقاء من العلماء وأرباب النفوذ في سنغافورة وماليزيا والأقطار العربية وأوروبا وأمريكا الشمالية والجنوبية، فقد زار هذه الأقطار واحتفلت به الجاليات وألقى فيها المحاضرات. وخلال زيارته الأخيرة للبلاد العربية سنة 1960 م كان موضع حفاوة الرؤساء والملوك العرب في مصر والسعودية ولبنان. وبقيت علاقته قوية بالمملكة العربية السعودية، وبالملك عبد العزيز آل سعود وأبنائه من بعده، حيث كلفه الملك عبد العزيز بالتوسط باسمه للإصلاح بين العرب في إندونيسيا عندما حدث الخلاف العلوي الإرشادي بينهم، وقد نشرت الصحف مساعيه هذه. وقلده الملك حسين ملك الأردن وسام النهضة العربية والذي لا يعطى إلا لولاة العهد من الأمراء ولرؤساء الوزارات والشخصيات الكبرى.

## قيل عنه
وذكر الكاتب أنيس منصور مقابلته لإبراهيم السقاف عند زيارته لسنغافورة في كتابه «حول العالم في مئتي يوم» فقال:
| ” | وفي الصباح قابلت السيد إبراهيم عمر السقاف من أغنى أغنياء سنغافورة.. يقولون إنه يملك مئات الملايين. وله بينها عمارة الإبراهيمية على الكورنيش أمام سينما الجزيرة.. وكل أفراد أسرة السقاف جاؤوا من حضرموت وتفرقوا في البلاد. في الحجاز والعراق وإندونيسيا والملايو وفي الجمهورية العربية المتحدة (مصر سابقًا). وغير معروف على التحديد مصدر ثرواتهم الهائلة.. وإذا قابلت أي فرد من عائلة السقاف قال لك إنه ورث هذه الثروة عن والده. ووالده من أين أتى بها؟ أتى بها عن والده أيضا، وهذا صحيح فعندهم أربعة أجيال على الأقل من الأغنياء جدا. والسيد إبراهيم السقاف رجل نحيف قصير القامة.. يعمل الآن قنصلا فخريا لجمهورية العراق.. وهو يتحدث اللغة العربية بلهجة أهل الحجاز. ويتحدثها بشهية مفتوحة؛ لأنه لا يجد أحدا يتحدث إليه. فأبناؤه لا يعرفون العربية وإنما يتحدثون الانجليزية أو الملاوية. حدثني السيد إبراهيم السقاف فقال: إنه يملك إحدى الجزر. وهي أكبر من سنغافورة وهي قريبة جدا من سنغافورة، لا تبعد أكثر من عشرين كيلومترا واسمها جزيرة القمر. وقد اشتراها بحوالي خمسة آلاف جنيه.. وكانت مليئة بأشجار المطاط وجوز الهند، ويوم أن اشتراها كان رطل المطاط بحوالي خمسة قروش، ويوم تركها كان رطل المطاط قد وصل إلى ثلاثين قرشا وهو لم يبع هذه الجزيرة وإنما أهداها إلى جامعة جوكجاكرتا [الإنجليزية] بإندونيسيا.. ومساحة هذه الجزيرة حوالي 35 كيلومترًا مربعًا. والقصر الملكي في مكة كان يملكه السيد إبراهيم السقاف ثم أهداه للملك عبد العزيز آل سعود. وقال لي إن الصحف المصرية نشرت أن الرئيس عبد الناصر قابل الملك السعودي في قصر السقاف. ولا يزال الناس هناك في مكة يسمون القصر الملكي بهذه التسمية.. وقد اشتغل السيد إبراهيم السقاف بالصحافة وبصورة غريبة.. فقد أصدر صحيفة يومية وثلاث مجلات أسبوعية ومجلتين شهريتين في وقت واحد، لأول مرة ظلت هذه الصحف تصدر لمدة تسعة شهور، وخسر فيها جميعا نصف مليون جنيه! وسألت بعض أبناء سنغافورة فقالوا: إن خسارته كانت أكبر من هذا بكثير. وعنده اليوم مجلة شهرية تصدر بالانجليزية اسمها العالم الإسلامي. وفي نيته أن يوقفها؛ لأن رئيس تحريرها قد عينته الحكومة نائبا عاما، وليس عنده متسع من الوقت ليصدر مجلة شهرية في 32 صفحة. | “ |

## وفاته
توفي في يوم الأحد العاشر من شهر رجب سنة 1395 هـ الموافق للعشرين من شهر يوليو سنة 1975 م، ودفن بمنطقة شانغي [الإنجليزية] شرق سنغافورة.